# 엑스 아스트리스
엑스 아스트리스(중국어: 来自星尘, 영어: Ex Astris)는 상하이 게임 개발사 Hypergryph의 산하 NOUS WAVE STUDIO에서 개발한 3D RPG B2P게임이다. 명일방주 다음으로 자체개발한 2번째 게임이다. 

## CG 트레일러
- https://www.youtube.com/watch?v=45WwH5AD0a0&t=2s

## 등장인물
- 비
- 옌

## 가격
- KRW 14000